# Stavroula Kozompoli
Stavroula Kozompoli (* 14. Januar 1974 in Athen) ist eine ehemalige griechische Wasserballspielerin.

## Karriere
Kozompoli gewann mit der Griechischen Olympiamannschaft bei den Olympischen Sommerspielen 2004 in Athen die Silbermedaille. Im Folgejahr wurde sie mit der Griechischen Nationalmannschaft Meister in der Weltliga beim Turnier in Kirischi.